# 肖恩纳西·巴伯
肖恩纳西·巴伯（英語：Shawnacy Campbell "Shawn" Barber，1994年5月27日—2024年1月17日）是一名加拿大撑杆跳高运动员。他的个人室外最佳成绩是2015年7月25日创造的5.93米，创造了加拿大国家记录。还赢得2015年世界田径锦标赛撑杆跳高金牌。
2017年他宣布出柜，2024年1月死于医疗并发症。